# Panning
El panning (o panoramització) és una tècnica per enviar un senyal de so en un mitjà estèreo o multicanal. La distribució d'aquest senyal de so (parells monofònics o estereofònics) es fa a través d'un nou camp de so estèreo o multicanal determinat per un ajust de control panoràmic.
Un exemple clàssic és emetre un so de manera que a la persona que ho escolta li sembla que s'està produint més a la seva dreta que a la seva esquerra o viceversa.

## Funcionament
Una consola d'enregistrament física sol disposar d'un control de panoramització per a cada canal d'entrada. Aquest control, conegut com a pan pot (abreviatura de potenciòmetre panoràmic), és un regulador lliscant analògic amb un indicador de posició que varia contínuament des de la posició extrema esquerra (8 en punt) fins a la posició extrema dreta (4 en punt). En el cas de programari de mescla d'àudio, aquests potenciòmetres físics són substituïts per controls virtuals que funcionen de manera equivalent.
El potenciòmetre panoràmic disposa d'una arquitectura interna que regula la proporció del senyal que s'envia als canals esquerre i dret. El pan pot divideix el senyal d'àudio en dos canals (esquerre i dret), cadascun amb el seu propi control de guany independent (volum). Aquesta distribució del senyal segueix el que s'anomena llei de panoramització.
Quan el control està a la posició central (12 en punt), el disseny pot estar configurat per atenuar el senyal entre -3, -4.5 o -6 decibels (dB) a cada canal. En aquesta posició, el senyal es reprodueix per ambdós canals amb el mateix nivell de volum.
Si els dos canals de sortida es combinen posteriorment en un senyal monoaural, es recomana utilitzar una llei de panoramització de -6 dB al centre. En canvi, si els canals han de mantenir-se en estèreo, és preferible una llei de -3 dB. Una llei de -4.5 dB representa un terme mitjà entre ambdues configuracions.
Quan el control panoràmic s'ajusta completament cap a un costat, el senyal s'envia a plena potència (0 dB) a un canal (esquerre o dret) i es silencia completament (-∞ dB) a l'altre. Independentment de l'ajust de panoramització, el nivell de potència acústica total es manté constant (o així ho percep l'oient). A causa del fenomen del centre fantasma, un so panoramitzat al centre es percep com si provingués dels altaveus esquerre i dret, però no del centre físic (excepte quan s'escolta amb auriculars). Això es deu a la funció de transferència relacionada amb el cap (HRTF).
El terme panoramització en àudio prové de la tècnica cinematogràfica de panoràmica, on la càmera gira horitzontalment per captar una escena ampla. En el processament de senyal d'àudio, un potenciòmetre panoràmic permet crear la il·lusió que una font sonora es desplaça d'un extrem a l'altre de l'escenari acústic.
No obstant això, per aconseguir un efecte de moviment realista, la panoramització hauria d'anar acompanyada de:
- Sincronització precisa (incloent efectes de fase i Doppler)
- Variacions de filtratge freqüencial
- Reverberació espacial adaptativa

Els controls panoràmics analògics bàsics només modifiquen el balanç de nivells entre canals. No incorporen:
- Efectes de reverberació per simular distància
- Modificacions espectrals (filtres direccionals)
- Ajustos de fase o retard temporal

Com assenyala la literatura especialitzada: Les fonts sonores semblen desplaçar-se en la direcció en què s'actua el control panoràmic, tot i que tècnicament el que ocorre és una atenuació progressiva del canal oposat en el camp estèreo.
Aquesta tècnica fonamental va revolucionar la producció musical moderna i té els seus orígens en sistemes pioners com el Fantasound de Disney (1940).

## Stereo-switching o intercanvi d'estèreo
Abans de la implementació dels potenciòmetres panoràmics, els estudis d'enregistrament utilitzaven interruptors de tres posicions per distribuir el so:
- Posició esquerra
- Posició dreta
- Posició central (ambdues sortides)

Aquesta tècnica primitiva va marcar l'era dels primers experiments estèreo, com demostren els èxits de Billboard dels anys 60:
Exemples paradigmàtics:
✓ Strawberry Fields Forever (The Beatles, 1967)
✓ Purple Haze (Jimi Hendrix, 1967)
Un cas d'estudi particularment revelador és A Day in the Life (The Beatles, 1967), on s'observa:
Evolució espacial de les veus:
- Dues primeres estrofes: Veu de Lennon a l'extrem dret
- Tercera estrofa: Canvi al centre
- Quarta estrofa: Desplaçament a l'esquerra
- Pont musical: Veu de McCartney a l'extrem dret

Aquesta manipulació manual del camp estèreo, encara que rudimentària, va establir els fonaments per a les tècniques modernes de producció musical en 3D.